# Ridnitsohkka
Ridnitsohkka es el segundo punto más alto en Finlandia, aunque a la vez es la montaña más alta que tenga su cúspide en territorio de Finlandia, el cual alcanza 1317 metros. La cara oriental es escarpada mientras que el lado occidental es leve. Es un destino popular entre los esquiadores, y su ubicación alejada (50 km de la localidad más cercana) hacen que sea muy aislada. En la parte superior hay equipos para las telecomunicaciones.